# Токо малий
Токо малий (Lophoceros camurus) — вид птахів родини птахи-носороги (Bucerotidae).

## Поширення
Вид поширений в Західній та Центральній Африці від узбережжя Сьєрра-Леоне на схід до озер Альберт та Вікторія. Мешкає в густому підліску первісних лісів, вторинних лісів і галерейних лісів, а також в лісистих районах поблизу боліт, на узліссях і в скупченнях ізольованих дерев.

## Опис
Птах завдовжки 30 см. Вага 101—122 г у самців і 84-115 г у самиць. Один з найменших видів птахів-носорогов. Верхня частина тіла та крила коричневого кольору з дрібними білими плямами, і маховим пір'ям з білими краями. Нижня сторона повністю біла. У дорослого самця дзьоб яскраво-червоний, а гола орбітальна шкіра коричнева. Райдужка варіюється від білого до світло-жовтого кольору. Пір'я, що прикривають потилицю, злегка скуйовджене, утворюючи своєрідний маленький гребінь. Самка менша і має чорний кінчик дзьоба.